# Капустинці (Чортківський район)
Капу́стинці — село в Україні, у Нагірянській сільській громаді Чортківського району Тернопільської області. Адміністративний центр колишньої Капустинської сільської ради.

## Розташування
Розташоване на лівому березі р. Серет (ліва притока Дністра), за 25 км від районного центру і 12 км від найближчої залізничної станції Товсте. На південно-західній околиці села струмок Мачара впадає у річку Серет.
Територія — 1,64 кв. км. Дворів — 197. Населення — 357 осіб (2014 р.).

## Назва
За леґендою, назва села походить від прізвища козака Капусти, який у глибоку давнину збудував тут фортецю, від котрої залишилися земляні вали. У 1971 р. пам'ятки 15–17 ст. зруйнували представники влади, зрівняли могили бульдозерами, знищили й кладовище.

## Історія
Поблизу Капустинців знайдено римські монети 2 ст. н. е., візантійські монети, у тому числі золотий солід 7 ст., пам'ятки трипільської, черняхівської, корчак-празької і давньоруської культур та єдину інталію на території Тернопільщини.
Перша письмова згадка про поселення датована 1439 р., згодом згадане у 1442 р. як власність Лукаша Лойовича.
1564 р. село належало Щепановській; у населеному пункті вже була церква.
15 червня 1934 р. село передане з Борщівського повіту до Чортківського.
Від 6 липня 1941 р. до 12 квітня 1944 р. Капустинці — під нацистською окупацією.
Під час німецько-радянської війни загинули або пропали безвісти у Червоній армії:
- Петро Білоус (нар. 1910),
- Борис Боднар (нар. 1918),
- Йосип Гашпера (нар. 1905),
- Володимир Колодій (нар. 1905),
- Володимир Ляхоцький (нар. 1919),
- Микола Марків (нар. 1905),
- Василь Николишин (нар. 1924),
- Василь Сенишин (нар. 1917),
- Павло Сенишин (нар. 1917),
- Михайло Солтис (нар. 1915),
- Антон Чепига (нар. 1903),
- Василь Шевчук (нар. 1921),
- Василь Шушкевич (нар. 1900),
- Іван Яцків (нар. 1900),
- Сафат Яцків (нар. 1920).

В УПА воювали Михайло Джумага, Михайло Мамуляк («Ключ»), Мирон Морквас, Іван Яцків та інші.
12 червня 2020 року, відповідно до розпорядження Кабінету Міністрів України № 724-р «Про визначення адміністративних центрів та затвердження територій територіальних громад Тернопільської області» увійшло до складу Нагірянської сільської громади.
19 липня 2020 року, в результаті адміністративно-територіальної реформи та ліквідації Чортківського району (1940—2020), увійшло до складу новоутвореного Чортківського району.
З 1 грудня 2020 року Капустинці належать до Нагірянської сільської громади.

## Населення

### Мова
Розподіл населення за рідною мовою за даними перепису 2001 року:
| Мова       | Кількість | Відсоток |
| ---------- | --------- | -------- |
| українська | 491       | 99.39%   |
| російська  | 3         | 0.61%    |
| Усього     | 494       | 100%     |

## Релігія
- церква святителя Миколая Чудотворця (ПЦУ[7]; 1898; кам'яна);
- церква Перенесення мощей святого Миколая (УГКЦ; 2013; архітектор Іван Гудима).

Каплички
- св. Варвари (1850),
- Матері Божої (1998),
- св. Йосафата (2001).

## Пам'ятники
Насипано символічну могилу УСС (відновлено 1992).
Споруджено
- пам'ятник полеглим у німецько-радянській війні воїнам-односельцям (1985).

## Населення
| 203 | 354 |

## Соціальна сфера
Відомо, що у 1880-х рр. село належало Лянцкоронським. До 1939 р. функціонували філії «Просвіти», «Сільського господаря» та інших українських товариств.
Протягом 1970-х рр. у Капустницях працювали дві комплексні бригади колгоспу с. Улашківці. У 2000 р. в селі на базі розпайованого КСП «Капустинське» створено ПАП «Березина» (директор Володимир Заболотний).
Нині працюють Капустинська загальноосвітня школа I ступеня, клуб, бібліотека, ФАП, торговий заклад.

## Відомі люди

### Народилися
- Володимир Балько (1882—1951) — церковний і культурно-просвітницький діяч;
- Павлина Беноні (нар. 1923) — учасниця національно-визвольного руху, громадська діячка;
- Василь Марків (нар. 1930) — лікар;
- Яцків Євгеній (нар.1941) — громадський діяч;

### Проживали
- Мар'ян Лютак (1892—1965) — священик, репресований.

## Галерея

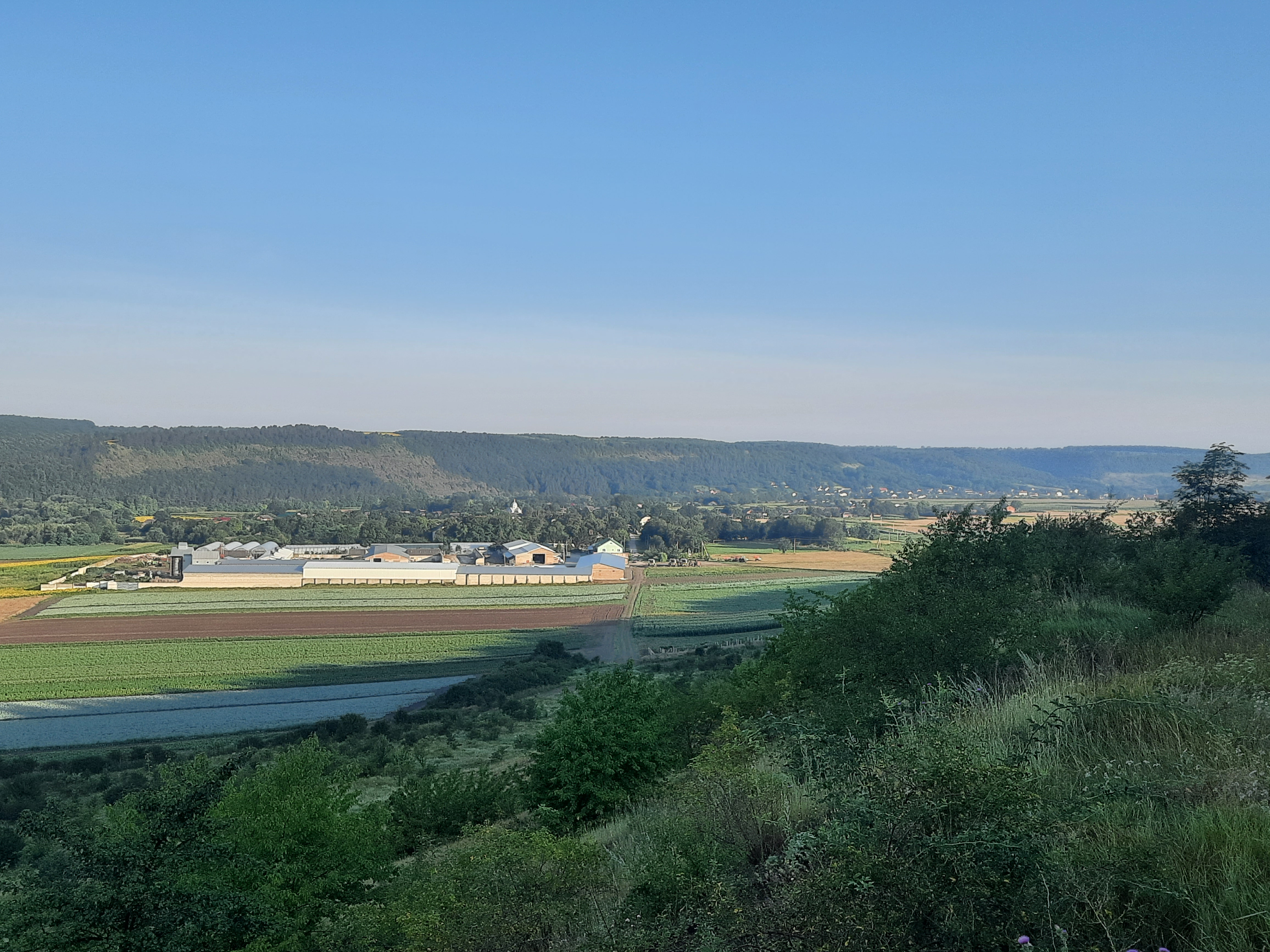
Вигляд на село з пагорба
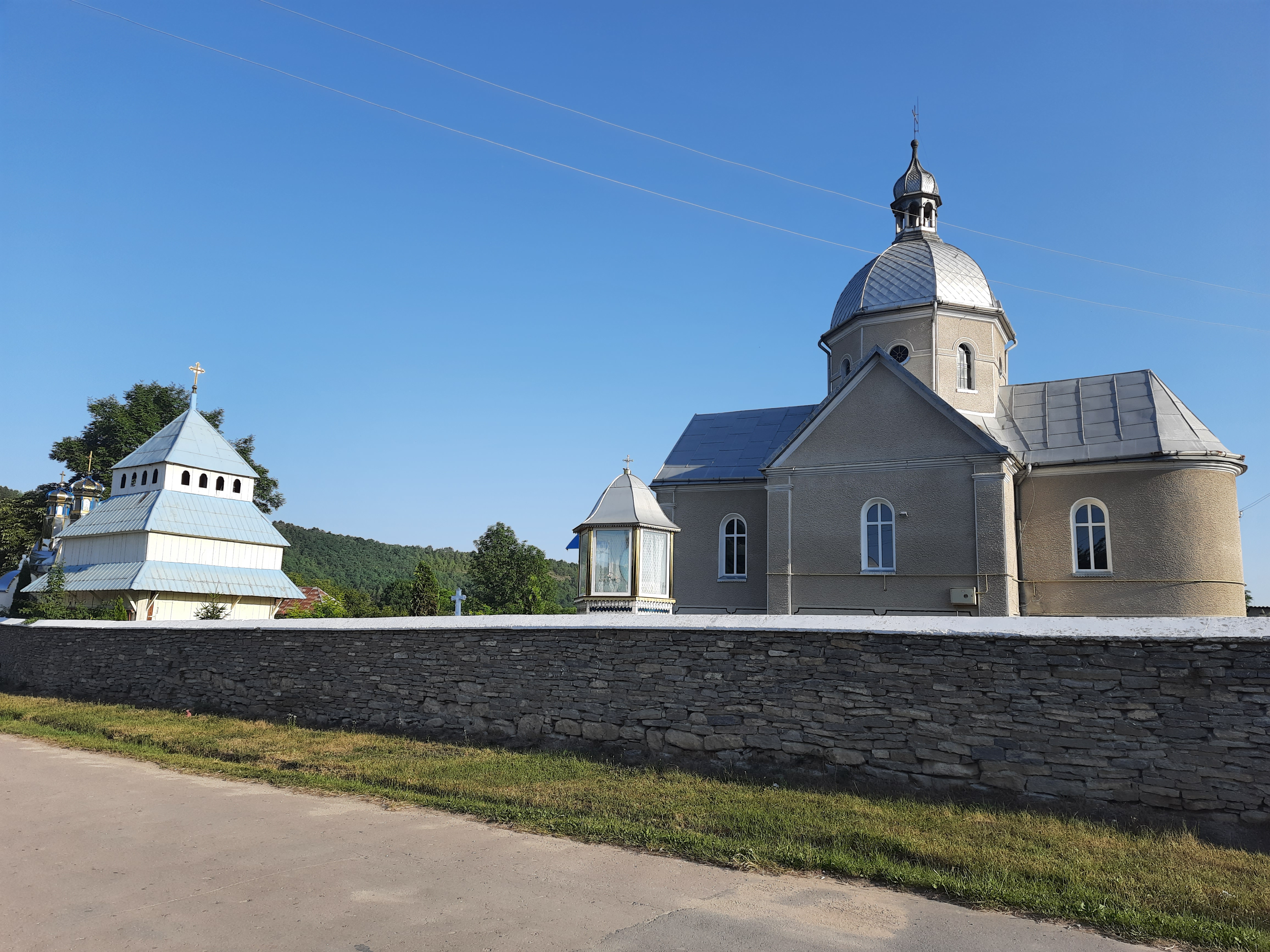
Церква Святителя Миколая Чудотворця (ПЦУ)
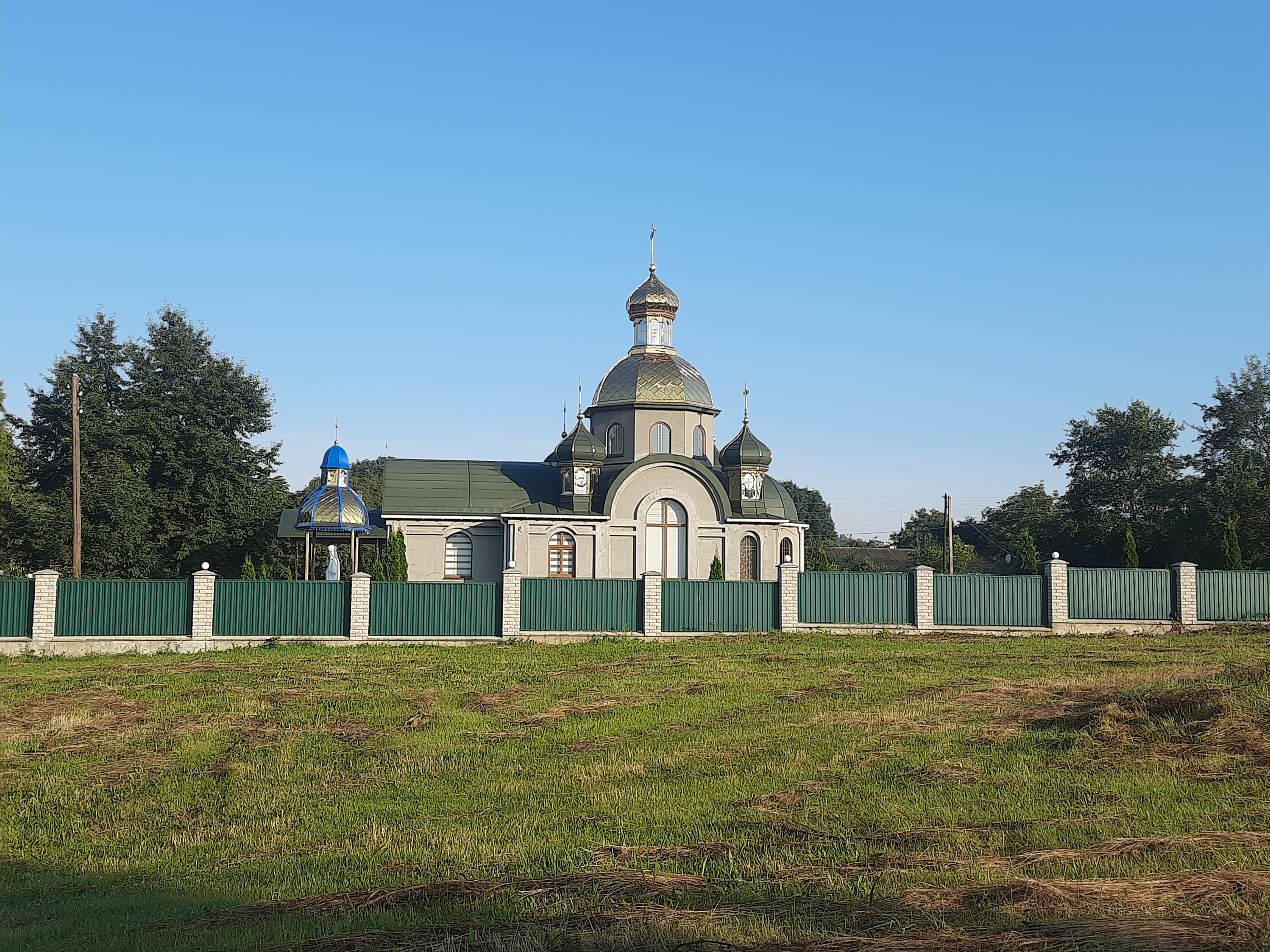
Церква Перенесення Мощей Святого Миколая (УГКЦ)
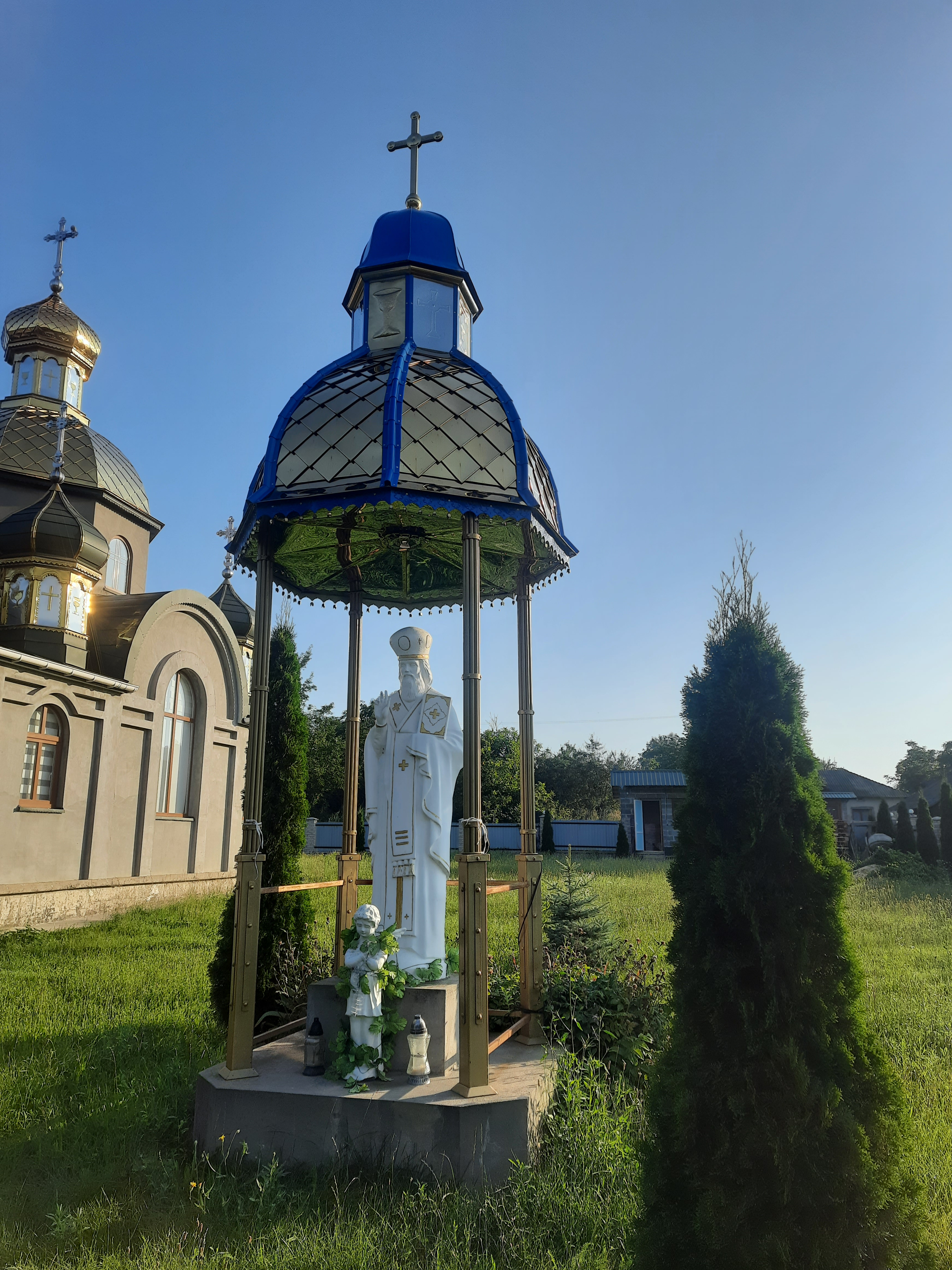
Скульптура  Святого Миколая біля церкви.
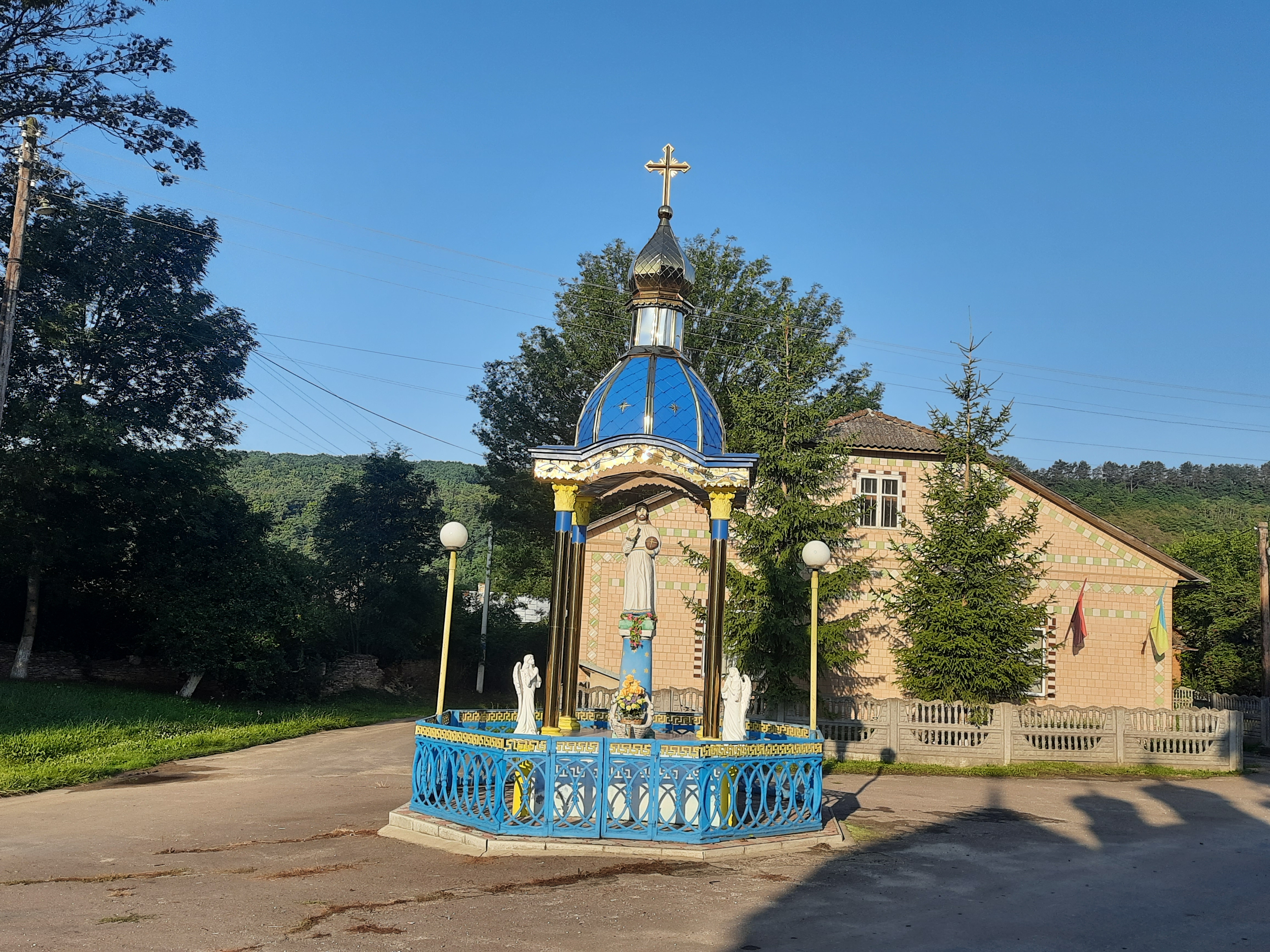
Скульптура Святого Миколая в центрі села.
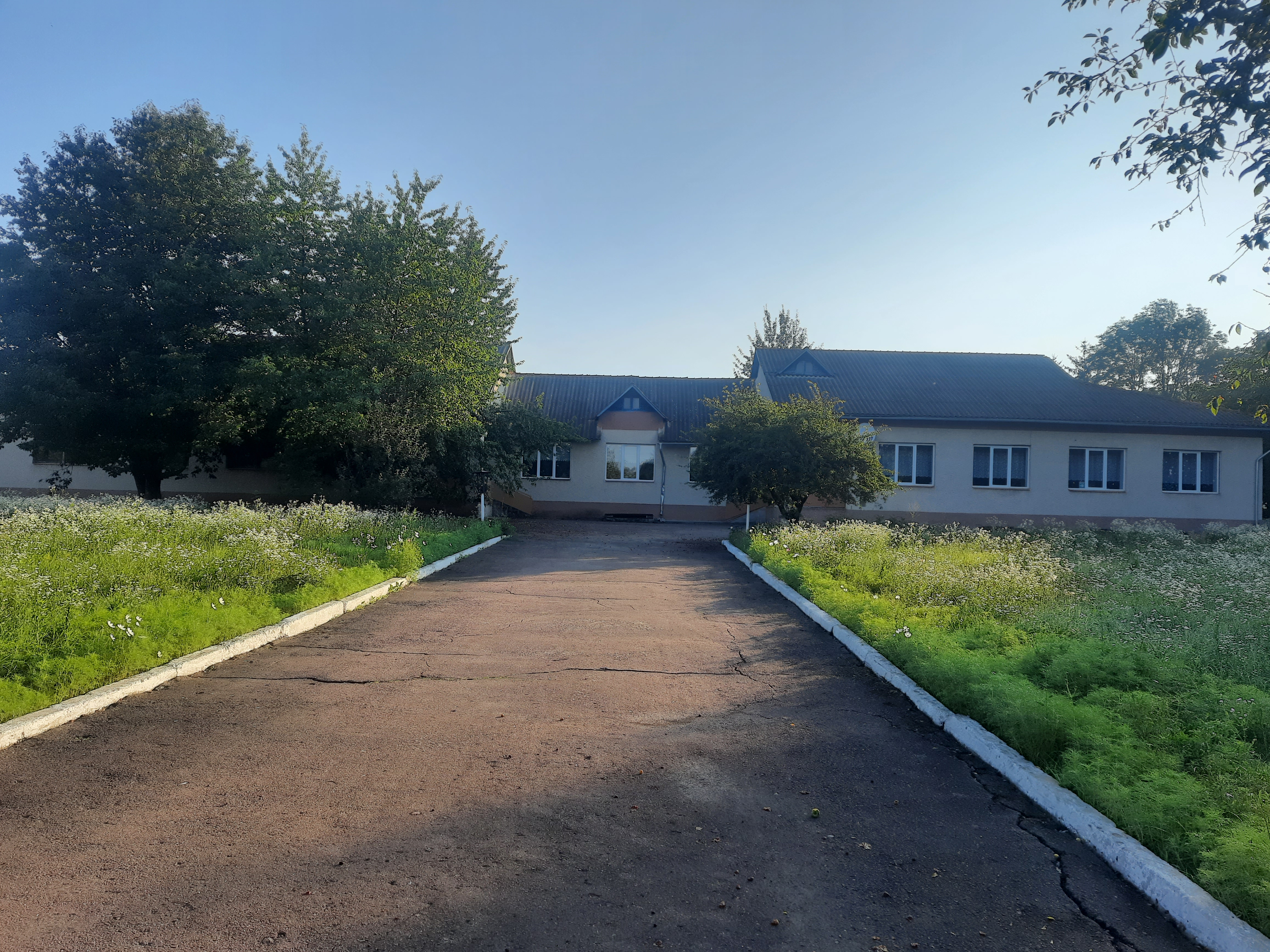
Школа
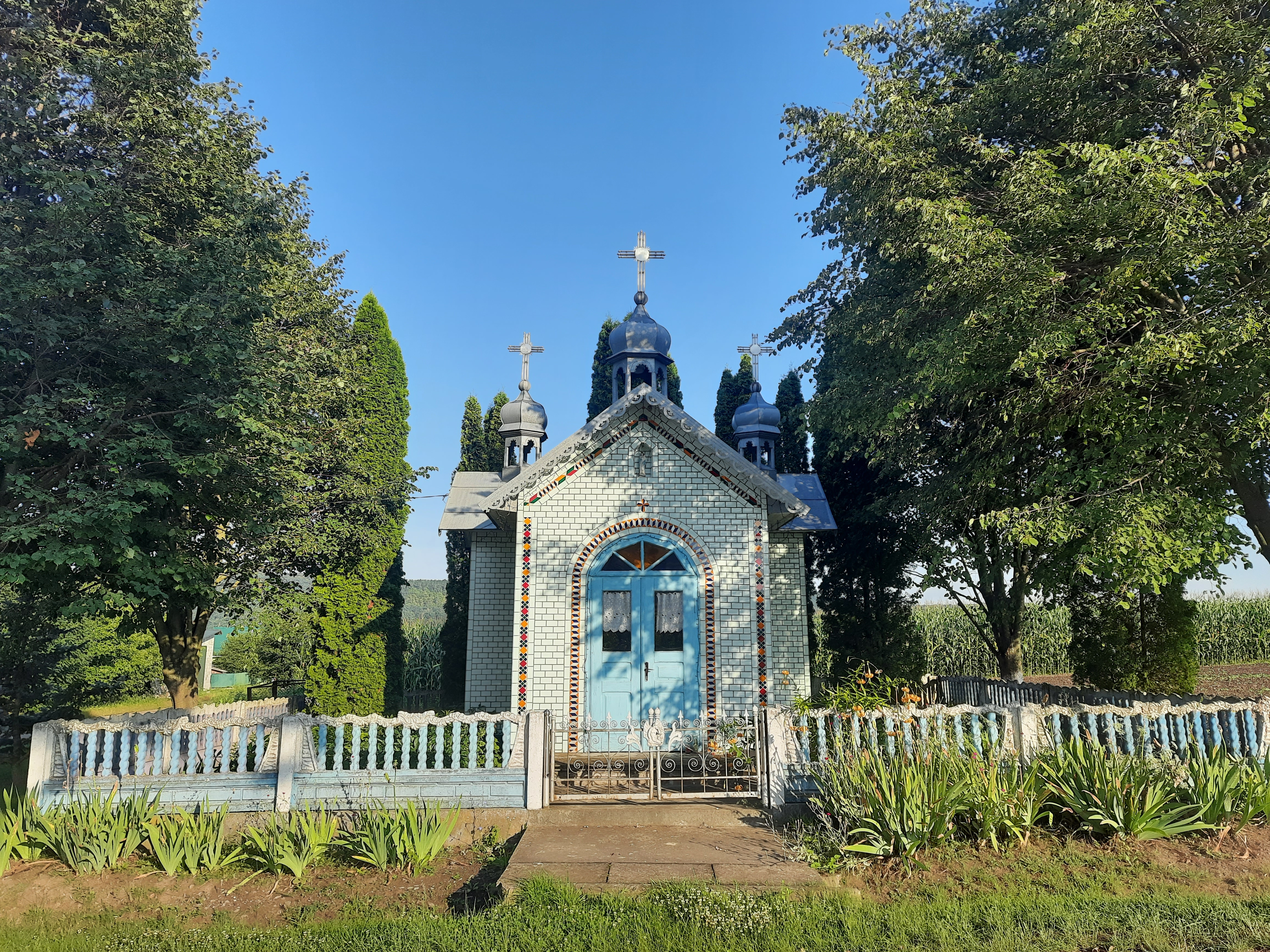
Капличка на околиці села